# Домбрувка-Віслоцька
Домбрувка-Віслоцька (пол. Dąbrówka Wisłocka) — село в Польщі, у гміні Радомишль-Великий Мелецького повіту Підкарпатського воєводства.
Населення — 727 осіб (2011).
У 1975-1998 роках село належало до Тарновського воєводства.

## Демографія
Демографічна структура станом на 31 березня 2011 року:
|          | Загалом | Допрацездатний вік | Працездатний вік | Постпрацездатний вік |
| -------- | ------- | ------------------ | ---------------- | -------------------- |
| Чоловіки | 386     | 98                 | 248              | 40                   |
| Жінки    | 341     | 87                 | 178              | 76                   |
| Разом    | 727     | 185                | 426              | 116                  |